# Eberhard Encke

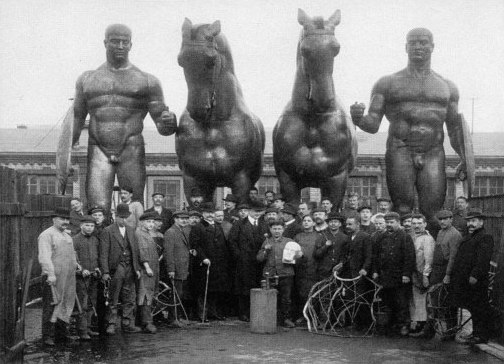
Rosselenker für die deutsche Botschaft in Sankt Petersburg

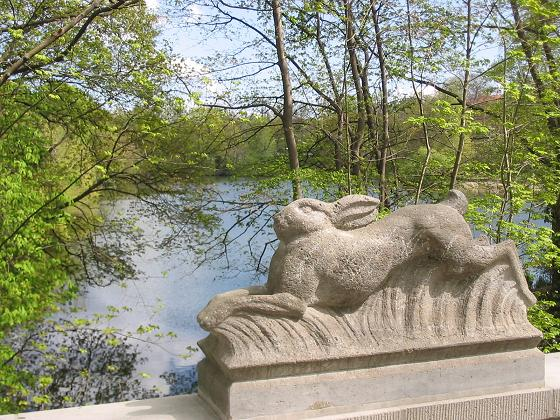
Hasensprungbrücke in Berlin

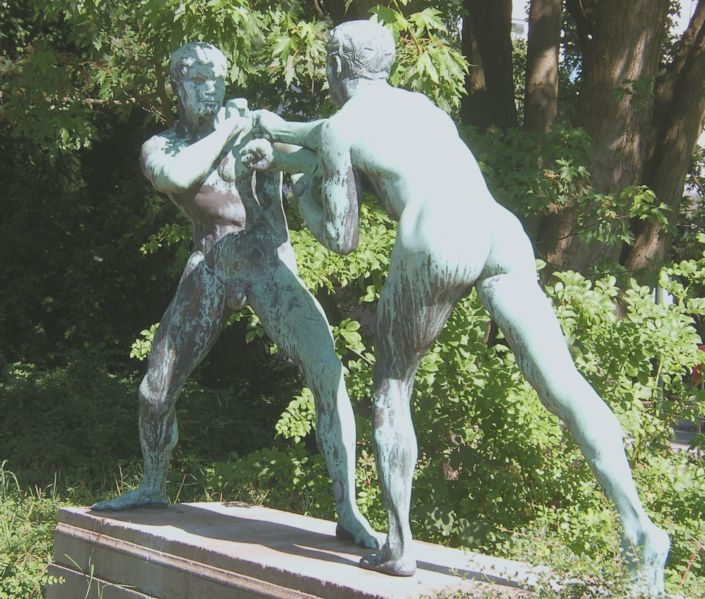
Faustkämpfer (1913) in Hamburg-Harburg

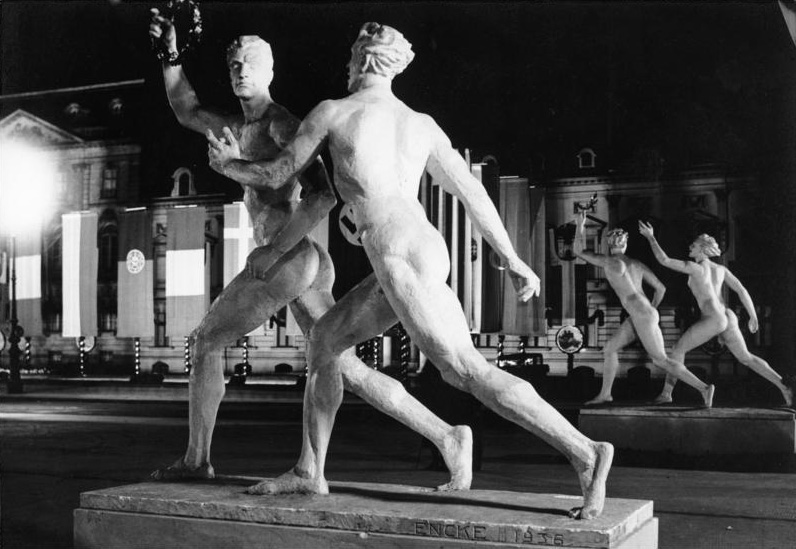
Das Streben nach Olympischem Siegespreis, Berlin 1936, Pariser Platz bei Nacht

Eberhard Encke (* 27. Oktober 1881 in Berlin; † 22. Oktober 1936 in Bad Nauheim) war ein deutscher Bildhauer und Medailleur.

## Leben
Eberhard Encke, der Sohn des Bildhauers Erdmann Encke, studierte an der Münchner Kunstakademie bei Ludwig von Herterich und von 1905 bis 1906 in der Meisterklasse bei Wilhelm von Rümann. Ab 1906 lebte und arbeitete er vorübergehend in Rom; der ihm 1907 zugesprochene Rom-Preis der Preußischen Akademie der Künste ermöglichte ihm die Verlängerung dieses Aufenthalts in der Villa Strohl-Fern, bis er 1908 nach Berlin zurückkehrte. Bis 1911 wirkte er dann als Meisterschüler des Bildhauers und Akademieprofessors Louis Tuaillon. Wiederholt arbeitete er mit dem Architekten Peter Behrens zusammen, der im „Haus Erdmannshof“ in der Berliner Ortslage Steinstücken bei Neubabelsberg lebte und arbeitete, dem ehemaligen Wohnsitz von Enckes Vater.
Eberhard Encke starb 1936 während eine Kuraufenthalts in Bad Nauheim und wurde auf dem Alten Friedhof Wannsee in einem Ehrengrab beigesetzt.

## Werke (Auswahl)
- 1912: Hephaistos-Relief über dem Haupteingang des Mannesmann-Hauses in Düsseldorf (Architekt: Peter Behrens)
- um 1913: Fassadenschmuck am Mittelbau des Verwaltungsgebäudes der Continental AG in Hannover (Architekt: Peter Behrens)
- 1913: Standbild des Kurfürsten Friedrich I. von Brandenburg für den Hohenzollernbrunnen in Treuenbrietzen (im Zweiten Weltkrieg eingeschmolzen)
- 1912: Rosse führende Dioskuren auf dem Gebäude der Deutschen Botschaft in Sankt Petersburg  (Architekt: Peter Behrens; nach Kriegsausbruch 1914 zerstört)
- 1912: Faustkämpfer für den Fehrbelliner Platz in Berlin-Wilmersdorf (lebensgroße Bronzegruppe; 1912 ausgezeichnet mit der Goldenen Preußischen Medaille für Kunst; um 1923 im nahegelegenen Preußenpark aufgestellt; verschollen)[2]
- 1913: Faustkämpfer für den Rathausplatz in Harburg an der Elbe, Harburger Rathausstraße (zweiter Abguss der Skulpturengruppe in Berlin-Wilmersdorf)
- um 1920: Figuren und Giebelrelief für das Krematorium auf dem Friedhof Wilmersdorf in Berlin
- 1920er Jahre: Zwei Hasenfiguren auf dem Geländer der Hasensprungbrücke in Berlin-Grunewald
- 1924: Kriegerdenkmal für die Gefallenen des XXII. Reservekorps im Ersten Weltkrieg in Berlin-Wilmersdorf
- 1924: Kriegerdenkmal für die Gefallenen des Kaiser-Franz-Garde-Grenadier-Regiments in Berlin-Kreuzberg
- Weitere Kriegerdenkmäler in Minden, Bunzlau und Zeuthen
- 1931: VDI-Denkmal in Alexisbad, heute vor dem VDI-Haus in Düsseldorf
- 1931: Plakette zum 75-jährigen Bestehen des VDI (für die VDI-Hauptversammlung in Köln 1931)
- 1936: Skulpturengruppen „Das Streben nach Olympischem Siegespreis“ für die Olympischen Sommerspiele 1936 auf dem Pariser Platz in Berlin